# Aleksandr Mikhailovich Prokhorov
Aleksandr Mikhailovich Prokhorov (tiếng Nga: Алекса́ндр Миха́йлович Про́хоров) (1916-2002) là nhà vật lý người Nga có quốc tịch Liên Xô. Ông giành Giải Nobel Vật lý vào năm 1964 cùng với Charles Townes và Nicolay Gennadiyevich Basov nhờ các nghiên cứu cơ bản trong lĩnh vực điện lượng tử dẫn đến việc chế tạo các máy tạo dao động và máy khuếch đại dựa trên nguyên lý maser-laser. Ông và Basov đã làm việc độc lập trên lĩnh vực lượng tử dao động và tạo ra hệ thống phóng tia liên tục bằng cách dùng nhiều hơn 2 mức năng lượng.